# 米契爾級驅逐艦
米契爾級驅逐艦是一款服役於美國海軍的實驗性驅逐艦，也是美軍於二戰後首款量產的驅逐艦級。該艦雖然比前級諾福克級略小，然而仍比當時還服役於美軍的驅逐艦大。米契爾級原先預計作為驅逐艦服役，然而由於其碩大的艦體以及遠超驅逐艦的排水量，最終重新分類為驅逐領艦。而後又於1960年代將其中兩艘改造為導彈驅逐領艦後退役。

## 發展
雖然美軍已於戰後建造出諾福克級，然而諾福克級的艦艇相比前級大上許多，並且使用許多新式武器，導致成本暴增，因而美軍最後決定取消建造諾福克級的2號艦，轉而建造米契爾級。
而米契爾級的建造計畫為船舶特性委員會的SCB 5計畫，並於1948年8月3日成功簽約。與此同時，米契爾級的簽約也使美軍取消建造CL-154級輕巡洋艦。米契爾級的排水量為：空艦重3,331噸、標準排水量3,642噸、滿載排水量4,855噸；艦長494英尺（151）、艦寬50-英尺（15-） 、吃水深度26-英尺（8-）。然而，由於其尚為美軍於戰後試探發展方向的實驗性艦艇，因此該級的四艘艦全部採用不同的推進系統，導致其維修難度翻倍，並因此早早退役。

### 改裝
美軍先於1960年代初期對米契爾號以及老約翰·麥肯號進行動力的現代化升級，而後又於1960年代中期對兩艦進行將導彈化改裝，並重新編號為DDG-35和DDG-36，而後將後兩艘退役。然而在改造僅10餘年後又迅速退役。

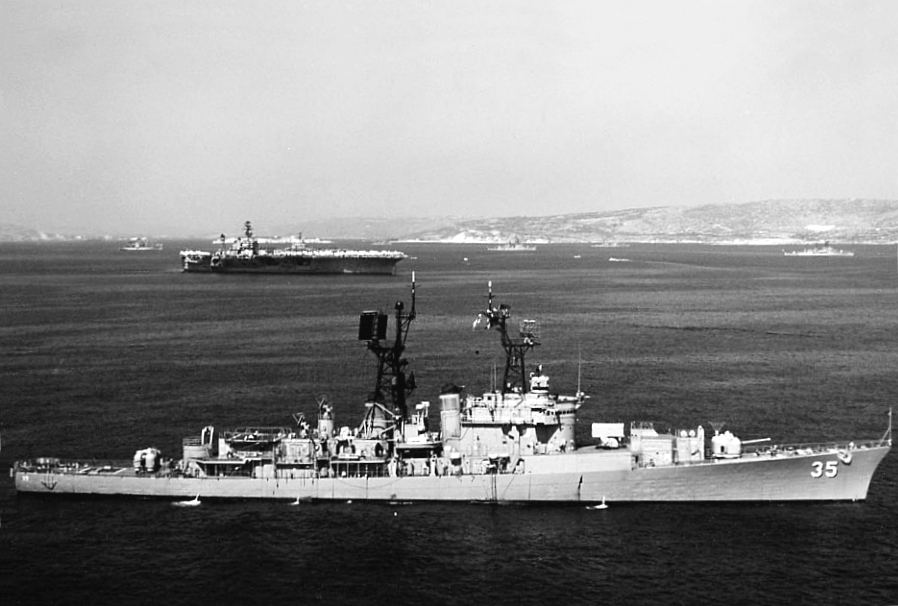
改裝成導彈驅逐領艦後的米契爾號

## 同級艦
| 艦名          | 舷號 | 造船廠     | 置放龍骨   | 下水       | 服役       | 退役       | 命運                                               |
| ------------- | ---- | ---------- | ---------- | ---------- | ---------- | ---------- | -------------------------------------------------- |
| 米契爾號      | DL-2 | 巴斯鋼鐵廠 | 1949-10-03 | 1952-01-26 | 1953-05-15 | 1978-06-01 | 於1980年8月1日由國防再利用及銷售處進行出售並報廢   |
| 約翰·S·麥肯號 | DL-3 | 巴斯鋼鐵廠 | 1949-10-24 | 1952-07-12 | 1953-10-12 | 1978-04-12 | 於1979年12月13日由國防再利用及銷售處進行出售並報廢 |
| 威利斯·A·李號 | DL-4 | 伯利恆鋼鐵 | 1949-11-01 | 1952-01-26 | 1954-10-05 | 1969-12-19 | 於1973年6月1日由國防再利用及銷售處進行出售並報廢   |
| 威爾金森號    | DL-5 | 伯利恆鋼鐵 | 1950-02-21 | 1952-04-23 | 1954-07-29 | 1969-12-19 | 於1975年6月1日由國防再利用及銷售處進行出售並報廢   |

## 補充
1. ↑  也包含其餘的各種系統
2. ↑  艦名皆以二戰時的海軍將領命名
3. ↑  致敬美國海軍上將馬克·米契爾
4. ↑  致敬美國海軍老約翰·席德尼·麥肯（英语：John S. McCain Sr.）
5. ↑  致敬美國海軍中將威利斯·李
6. ↑  致敬美國海軍中將西奧多·斯塔克·威爾金森（英语：Theodore Stark Wilkinson）

### 書籍
- Fahey, James C. . Annapolis, Maryland: United States Naval Institute. 1965. ISBN 0-87021-637-6.
- Friedman, Norman. . Annapolis, Maryland: United States Naval Institute. 1982. ISBN 0-87021-733-X.
- Friedman, Norman. . Annapolis, Maryland: Naval Institute Press. 1984. ISBN 0-87021-718-6. OCLC 10949320.

## 外部連結
- . GlobalSecurity.org.
- . Gyrodyne Helicopter Historical Foundation.